# Гришэм, Джон
Джон Гришэм (англ. John Grisham, р. 8 февраля 1955) — американский писатель, также политик, в прошлом адвокат. Известен как автор многих литературных бестселлеров (так называемых «юридических триллеров»), экранизированных в Голливуде. Его произведения переведены на 42 языка.
Дебютный роман «Пора убивать» был издан пятитысячным тиражом в июне 1988 года.
Второй роман, «Фирма» (1991), стал неожиданным бестселлером. После продажи полутора миллионов экземпляров книги права на её экранизацию были куплены компанией Paramount.
Тираж третьего романа, «Дело о пеликанах», превысил 11 миллионов экземпляров.
По данным издательства «АСТ», объём продаж книг Гришэма (на 2015 год) — более 300 миллионов экземпляров.

## Начало жизни и образование
Джон Гришэм родился 8 февраля 1955 года в городе Джонсборо, штат Арканзас, в семье строителя Джона Гришэма и домохозяйки Ванды Гришэм. Был вторым по старшинству из пяти братьев.
Будущий писатель в детстве мечтал стать профессиональным бейсболистом. Несмотря на то, что у родителей не было образования, мать приложила силы к тому, чтобы сын много читал и готовился к поступлению в университет. Сам Гришэм, поняв, что он не создан для профессиональной спортивной карьеры, переключился и отправился учиться в Общественный Колледж Северо-Западного Миссисипи, одновременно посещая Государственный университет Дельты в Кливленде. Сменив несколько учебных заведений, Гришэм окончил Университет штата Миссисипи в 1977 году, получив степень бакалавра по специальности «бухгалтерский учёт». Позже он поступил в Школу права того же университета, чтобы стать налоговым юристом, но его интерес сместился в сферу гражданского судопроизводства. Окончил университет в 1981 году.

## Карьера

### До и во время учёбы в колледже
Гришэм начал работать в питомнике будучи подростком, поливая кусты за доллар в час, не получая вдохновения от такой работы. В 16 лет Гришэм устроился на работу сантехником, но был по-прежнему несчастен от нереализованности.
В дальнейшем он работал асфальтоукладчиком, продавцом мужского нижнего белья, считая последнее унизительным. В итоге будущий писатель ушёл с этого места и был на полпути к колледжу. Планировал стать налоговым юристом, но потом вернулся в город судебным адвокатом.

### Право и политика
Окончив юридическую школу в университете штата Миссисипи в 1981 году, Гришэм продолжал заниматься юридической практикой на протяжении почти десяти лет в Саутхэвене, специализируясь на защите по уголовным делам и тяжбах о вреде здоровью. В 1983 году он был избран депутатом Палаты представителей, представляя седьмой округ, в который вошёл Десото-Каунти, и служил до 1990 года.
Поскольку писательская карьера Гришэма расцвела с выходом второй книги, он отказался от адвокатской практики, за одним исключением — в 1996 году он боролся за права семьи железнодорожника, который погиб на задании.

### Писательская карьера
В один из дней 1984 года в здании суда графства Сото Гришэм услышал душераздирающие показания двенадцатилетней девочки, которая оказалась жертвой изнасилования. Писатель был заинтригован рассказом и начал изучать материалы дела. «Идея романа родилась сразу», — рассказывал он газете New York Times. Размышляя над тем, что произошло бы, если бы отец изнасилованной девушки убил нападавших, Гришэм провел за написанием романа «Пора убивать» три года и закончил его в 1987 году. Первоначально роман отвергли 28 издательств, но в конечном итоге права были куплены Wynwood Press, которое издало роман пятитысячным тиражом в июне 1989 года. Возможно, столь скромный отклик мог положить конец писательской карьере Гришэма, но вскоре после выхода первого романа он принимается за работу над вторым.
Второй роман об амбициозном адвокате, заманенном в юридическую фирму, скрывающую свои истинные намерения, «Фирма», вышедший в 1991 году, стал неожиданным бестселлером, продержавшись в списке бестселлеров New York Times 47 недель. Права на экранизацию были куплены компанией Paramount за 600 тысяч долларов, после чего между издательствами разгорелась борьба за новоиспеченного популярного автора. В итоге, права на «Фирму» были выкуплены издательством Doubleday.
Успех последующих романов, «Дело о пеликанах» и «Клиент», подтвердил репутацию Гришэма как мастера жанра юридического триллера. Успех писательского таланта возродил интерес к его дебютному роману, который был переиздан.
Начиная с 2001 года Гришэм пробует себя в других жанрах. Первой пробой стал «Покрашенный дом» (2001) — триллер без юридического окраса. Далее следуют ироничная сказка для взрослых «Рождество с неудачниками» (2001), спортивные романы «Трибуны» (2003), «Последний шанс» (2010) и «Джо из Калико» (2012).
В 2009 году вышел первый и пока единственный сборник рассказов писателя «Округ Форд», в которых описывается округ Форд, штат Миссисипи, уже описанный ранее в романе «Пора убивать» .
В 2010 году Гришэм начинает популярную серию подростковых детективов о Теодоре Буне, планируя рассказать детям в увлекательной форме о серьёзных вещах. Автор говорил, что к дальнейшему написанию романов серии был вдохновлён своей дочерью Шиа, которая, работая преподавателем, дала прочесть книгу детям, после чего несколько воспитанников выразили желание связать свою жизнь и карьеру с юриспруденцией. Серия оказывается популярной и на 2015 год насчитывает пять романов.

## Книги
Знаком «†» помечены произведения, написанные не в жанре юридического триллера.
| Год  | Перевод                                                    | Издание на русском языке | Оригинальное название                                     | Аннотация | Экранизация |
| ---- | ---------------------------------------------------------- | ------------------------ | --------------------------------------------------------- | --- | --- |
| 1989 | «Пора убивать»                                             | 1994                     | A Time to Kill                                            | Негр расстреливает двух белых, изнасиловавших его малолетнюю дочку. Молодой юрист Джейк Брайгенс защищает его в ходе процесса, расколовшего местное общество. Активисты Ку-клукс-клана совершают серию покушений на адвоката и избивают его помощницу. | 1996 — «Время убивать», реж. Джоэл Шумахер, в ролях Мэттью Макконахи, Сэмюэл Л. Джексон, Сандра Буллок, Дональд Сазерленд, Крис Купер, Кифер Сазерленд |
| 1991 | «Фирма»                                                    | 1993                     | The Firm                                                  | Молодой выпускник устраивается в маленькую, закрытую, элитную фирму. Директор ФБР заявляет ему, что фирма отмывает деньги мафии. Юристу удаётся собрать компромат, украсть деньги мафии и найти убежище на островах Карибского моря. | 1993 — «Фирма», реж. Сидни Поллак, в ролях Том Круз, Джинн Трипплхорн, Джин Хэкмен, Хэл Холбрук, Эд Харрис, Холли Хантер, Гэри Бьюзи                   |
| 1992 | «Дело о пеликанах»                                         | 1993                     | The Pelican Brief                                         | Убиты два члена Верховного суда. Студентка юрфака выдвигает собственную версию, объединившую мотивы двух убийств, после чего на неё начинается охота. Скрываясь от мафии вместе с корреспондентом газеты «Вашингтон Пост», она находит свидетеля и публикует сенсационную статью в газете. | 1993 — «Дело о пеликанах», реж. Алан Пакула, в гл. роли Джулия Робертс, Дензел Вашингтон                                                               |
| 1993 | «Клиент»                                                   | 1994                     | The Client                                                | На глазах подростка уходит из жизни адвокат мафии. Перед смертью он рассказывает, где преступный босс спрятал тело убитого им американского сенатора. Команда окружного прокурора пытается выбить из мальчика признание. Подросток нанимает себе адвоката, они находят тело и идут на сделку с ФБР. | 1994 — «Клиент», реж. Джоэл Шумахер, в гл. роли Сьюзан Сарандон, Томми Ли Джонс                                                                        |
| 1994 | «Камера»                                                   | 1998                     | The Chamber                                               | Молодой адвокат Адам Холл берётся за защиту своего деда, бывшего ку-клукс-клановца Сэма Кэйтхолла, ожидающего исполнения приговора в камере смертников тюрьмы Парчман. | 1996 — «Камера», реж. Джеймс Фоули, в ролях Крис О'Доннелл, Джин Хэкмен                                                                                |
| 1995 | «Золотой дождь»                                            | 1999                     | The Rainmaker                                             | Молодой адвокат ввязывается в судебное преследование крупной фирмы в области страхования, которая отказалась выплатить небогатому юноше страховку, тем самым обрекая его на медленную смерть от лейкемии. | 1997 — «Благодетель», реж. Ф. Ф. Коппола, в главных ролях Дэнни Де Вито и Мэтт Деймон                                                                  |
| 1996 | «Вердикт»                                                  | 1998                     | The Runaway Jury                                          | Процесс по иску, предъявленному табачной корпорации вдовой умершего от рака легких среднего американца. Ничто не предвещает неожиданностей. Вдруг жюри стало совершенно неуправляемым. Одного из присяжных кто-то преследует. Могущественные «теневые команды» стремятся навязать суду нужный им вердикт. | 2003 — «Вердикт за деньги», реж. Гари Флэдер, в ролях Джон Кьюсак, Джин Хэкмен, Рэйчел Вайс                                                            |
| 1997 | «Партнёр»                                                  | 2002                     | The Partner                                               | | |
| 1998 | «Адвокат»                                                  | 2000                     | The Street Lawyer                                         | Бродяга захватывает в заложники сотрудников юридической фирмы. Молодой юрист едва не ставший жертвой приходит к выводу, что фирма стояла за незаконным выселением нескольких бездомных. Расследуя дело, он проникает в мир обездоленных и переходит в юридическую организацию, защищающую права бездомных. Ему удаётся выбить со своей бывшей фирмы крупную компенсацию. | 2003, телефильм |
| 1999 | «Завещание»                                                | 2001                     | The Testament                                             | Эксцентричный миллиардер Трой Фелан совершает самоубийство и перед смертью оставляет завещание, по которому все состояние должно перейти не к одному или всем из его шестерых детей, а к его незаконнорождённой дочери Рэйчел. В отличие от богемных официальных наследников, Рэйчел стала миссионером в джунглях Бразилии и посвятила себя Богу. По условиям завещания, на поиски Рэйчел отправляется Нэйт О’Райли, партнер юридической фирмы. Нэйт разведён, четыре раза побывал на лечении от алкогольной зависимости, имеет повестку в суд за неуплату налогов и в общем потерял себя. Встреча в Бразилии с Рэйчел позволила ему обрести веру в Бога, и судебная тяжба с остальными наследниками состояния утвердила его на этом пути.                                                                                          | |
| 2000 | «Шантаж»                                                   | 2002                     | The Brethren                                              | Трое бывших судей преклонного возраста отбывают наказание в тюрьме. В заключении они изобрели интересный способ заработка. Подавая объявления о знакомстве в газеты от имени молодого гомосексуалиста, они заводят переписку с другими состоятельными гомосексуалистами. Затем начинают шантажировать их прямо из тюрьмы, выманивая крупные суммы. Некоторые гомосексуалисты находятся на грани самоубийства вследствие стресса. | |
| 2001 | «Покрашенный дом» †                                        | 2009                     | A Painted House                                           | Повествование от лица мальчишки, живущего на ферме и работающего на уборке хлопка. Семья нанимает бригаду мексиканцев и семью горцев для уборки хлопка. Один из горцев — Хэнк — всё время ввязывается в истории и в итоге погибает от ножа мексиканца. Мальчишка не решается рассказать об убийстве, в конце его семья переезжает на Север. | 2003, телефильм, в ролях Скотт Гленн |
| 2001 | «Рождество с неудачниками» †                               | 2005                     | Skipping Christmas                                        | Лютер и Нора Крэнки известны широким празднованием Рождества. Но с отъездом их единственной дочери Блэр в Перу Рождество грозит стать грустным и тоскливым, поэтому супруги принимают решение его не праздновать. А купив билеты на круизный лайнер, они выясняют, что ещё и сэкономили кучу денег. Остается дождаться отъезда в неукрашенном доме и выжить в войне, которую объявили Крэнкам соседи. | 2004 — «Рождество с неудачниками», реж. Джо Рот, в ролях Тим Аллен, Джейми Ли Кёртис                                                                   |
| 2002 | «Повестка»                                                 | 2004                     | The Summons                                               | Отец профессионального юриста Рея Этли гибнет при загадочных обстоятельствах, и выясняется, что в доме спрятаны три миллиона долларов. | |
| 2003 | «Король сделки»                                            | 2004                     | The King of Torts                                         | Государственный защитник Клей Картер берётся за дело парня, совершившего убийство, казалось бы, без всякой причины. | |
| 2003 | «Трибуны» †                                                | 2008                     | Bleachers                                                 | Воспоминания выпускника средней школы, который когда-то был одним из лучших квортебеков. Размышления героя об игре в американский футбол, безжалостный и беспощадный. | |
| 2004 | «Последний присяжный»                                      | 2005                     | The Last Juror                                            | Повествование от лица редактора ежедневника городка Клэнтон. Член влиятельной семьи осужден за убийство молодой вдовы. После его выхода на свободу один за другим погибают присяжные. В итоге, подозреваемый погибает от выстрела настоящего виновника, юриста-психопата, недовольного вердиктом присяжных. | |
| 2005 | «Брокер»                                                   | 2006                     | The Broker                                                | Преуспевающий юрист и лоббист по прозвищу «Брокер» Джоэл Бэкман после неудачной попытки продать сверхсекретную программу управления некими загадочными спутниками, заключён в тюрьму. Директор ЦРУ добивается его помилования, вывозит Бэкмана в Болонью, а затем организует утечку информации. Израиль и Китай посылают убийц, но Бэкману удаётся добраться до Цюриха, забрать диски с программой и вручить их представителю Пентагона. | |
| 2006 | «Невиновный»                                               | 2008                     | The Innocent Man: Murder and Injustice in a Small Town    | Документальная повесть. Главный герой — психбольной Рон Уильямсон приговорён к смерти за убийство девушки. Недобросовестные следователи и прокурор отправляют за решётку ещё нескольких невиновных людей. | |
| 2007 | «Последний шанс» †                                         | 2010                     | Playing for Pizza                                         | Игрок в американский футбол после проигрыша своей команды уехал в Италию. | |
| 2008 | «Апелляция»                                                | 2009                     | The Appeal                                                | Лоббистская фирма по заказу магната Карла Трюдо проталкивает в состав Верховного суда штата Миссисипи угодного кандидата, который отменяет обвинительный приговор по делу корпорации «Крейтон кемикл», отравившей воду в городке Баумор. | |
| 2009 | «Юрист»                                                    | 2010                     | The Associate                                             | Молодой выпускник Кайл Маккэвой попадается на удочку преступной группы. Шантажист-профессионал требует, чтобы Кайл устроился на работу в престижную фирму и украл информацию о новейшем бомбардировщике. Маккэвою удаётся договориться с адвокатом своей жертвы и провести шантажиста. | Планировалось запустить в производство экранизацию, продюсером которой мог быть Зак Эфрон, который мог стать исполнителем главной роли.                |
| 2009 | «Округ Форд»                                               | 2011                     | Ford County                                               | Сборник небольших рассказов, в которых описывается округ Форд, штат Мисисиппи, уже описанный ранее во «Времени убивать». | |
| 2010 | «Преступление без наказания. Теодор Бун — маленький юрист» | 2011                     | Theodore Boone: kid lawyer                                | История про мальчика Тео, которого воспитывают юристы. Волею случая Тео стал обладателем серьёзного доказательства, которое может изменить ход громкого судебного процесса. Тео считает, что обязан вмешаться, иначе убийство станет преступлением без наказания. | |
| 2010 | «Признание»                                                | 2011                     | The Confession                                            | История молодого спортсмена Донти, обвиненного в убийстве девушки по имени Никки, тело которой не найдено до сих пор. Действие разворачивается в штате Техас, самом жестоком штате Америки. При отсутствии тела, как главного доказательства совершенного преступления (убийства), штат Техас вынес Донти приговор в виде смертной казни. Спустя девять лет после осуждения, лютеранский священник Кит становится перед сложнейшим выбором в своей жизни. К нему на исповедь пришел человек, который утверждает, что Никки убил он, и может показать, где зарыто тело. До приведения смертного приговора Донти остается не более двух суток. Пастор должен спасти жизнь невиновного и одновременно с этим он не может раскрыть тайну исповеди.                                                                                      | |
| 2011 | «Похищение. Теодор Бун — маленький юрист»                  | 2012                     | Theodore Boone: The Abduction                             | Загадочное исчезновение школьницы Эйприл Финнимор потрясло город. Органы охраны правопорядка полагают, что девочку похитил сбежавший из тюрьмы преступник Джек Липер, да и сам он, согласившись на переговоры с полицией, не отрицает этой версии. Но друг Эйприл — Тео Бун уверен: все не так. Тео начинает собственное расследование. | |
| 2011 | «Противники»                                               | 2013                     | The Litigators                                            | Лекарство-убийца погубило нескольких человек и многих превратило в инвалидов. В маленькой юридической фирме «Финли энд Фигг» поставят на карту все, чтобы выиграть дело против компании, выбросившей на рынок смертельно опасный препарат. Главный герой — молодой юрист Дэвид Зинк — готов вступить в бой с могущественным противником. | |
| 2012 | «Джо из Калико» †                                          |                          | Calico Joe                                                | Книга повествует о юноше по имени Джо Касл из городка Калико-Рок в Арканзасе — молодом и перспективном бейсболисте, за короткий срок показавшем себя как многообещающий игрок и заработавшем хорошую репутацию среди поклонников. Однако его блестящую карьеру в Главной лиге может прервать один судьбоносный бросок мяча. | |
| 2012 | «Обвиняемые. Теодор Бун расследует»                        | 2014                     | Theodore Boone: The Accused                               | Третья книга из серии о юном любителе юриспруденции Теодоре Буне. Городская общественность затаив дыхание ожидает продолжения громкого судебного процесса над предполагаемым убийцей. В то же время обстоятельства складываются таким образом, что сам Бун становится главным подозреваемым в преступлении, которого он не совершал. На этот раз, ему придётся доказывать собственную невиновность. | |
| 2012 | «Рэкетир»                                                  | 2013                     | The Racketeer                                             | Во всей истории США только четверо федеральных судей были убиты. Судья Рэймонд Фосетт стал пятым, и сюжет книги строится вокруг этого нераскрытого убийства. Единственный, кто может помочь в расследовании — бывший юрист — 43-летний Малкольм Бэннистер, отбывающий срок в тюрьме. Главный герой надеется использовать тайную информацию, чтобы отомстить тем, кто посадил его за решетку. | |
| 2013 | «Активист. Теодор Бун расследует»                          | 2015                     | Theodore Boone: The Activist                              | Теодор Бун и его друзья отважились бросить вызов очень влиятельным людям, от которых зависит, каким быть городу и окружающим его землям, где все они живут. На кону у местных богатеев и коррумпированных политиков очень большие деньги, и эти люди не намерены делать скидку на возраст юного юриста и его друзей, срывающих их планы. | |
| 2013 | «Время прощать»                                            | 2015                     | Sycamore Row                                              | Новое дело Джейка Брайгенса, появившегося в романе «Пора убивать» (российский издатель, в отличие от американского, переводом названия напрямую отсылает к роману, отказавшись от дословного перевода «Платановая долина»). Дело о загадочном завещании богатого южанина Сета Хаббарда, который распорядился своим состоянием так, что это шокировало не только его близких, но и всех, кто его знал. Сын и дочь богача готовы доказать, что их отец был не в своем уме, когда составлял этот документ. Но Джек Брайгенс намерен убедить присяжных в противоположном — у Сета Хаббарда имелись веские причины, поступить именно так, а не иначе. | |
| 2014 | «Серая гора»                                               | 2015                     | Gray Mountain                                             | Саманте Кофер казалось, что ей обеспечена блестящая карьера в солидной юридической фирме на Уолл-стрит. Однако когда разразился кризис, ее мгновенно выкинули на улицу. И теперь единственная предложенная ей вакансия — это место юриста в затерянном в горах шахтерском городке Брэйди… Саманта, решив сменить обстановку и «отсидеться» в провинции в нелегкие времена, думала, что на новом месте ее ждет смертельная скука, но все оказалось иначе. Брэйди, как и любой маленький городок, скрывает немало опасных тайн; многие здесь готовы пойти на все, чтобы сохранить их. И первое же серьезное дело Саманты ставит под угрозу ее жизнь. | |
| 2015 | «Беглец. Теодор Бун расследует»                            |                          | Theodore Boone: The Fugitive                              | Тео думал, что опасность миновала, но придётся помериться силами против старого противника — обвинённого в убийстве и бежавшего Пита Даффи. Однажды отправившись в Вашингтон, Тео замечает знакомое лицо в метро: это Даффи, который вышел под залог, после чего его больше никто не видел. Тео благодаря смекалке помогает отправить Даффи обратно в Страттенбург, чтобы тот предстл перед судом. Но теперь, когда Даффи знает, кто такой Тео Бун, тот находится в большей опасности, чем когда-либо прежде. Даже когда все стоит на кону, Тео не остановится ни перед чем, чтобы убедиться, что убийца предстанет перед судом. | |
| 2015 | «Вне правил»                                               | 2016                     | Rogue Lawyer                                              | | |
| 2016 | «Опухоль» †                                                |                          | The Tumor                                                 | У Пола, 35-летнего мужчины, обнаруживают злокачественную опухоль мозга, лечение не даёт результата и Пол умирает. Затем Гришэм переносит повествование на десять лет вперёд, где Пол подвергается лечению сфокусированным ультразвуком и выздоравливает. Болезнь трижды возвращается к нему, но каждый раз лечение избавляет пациента от новых опухолей. В реальной жизни эта технология нашла свое применение в лечении примерно 50 заболеваний. Сфокусированный ультразвук использует звуковые волны, чтобы уничтожить поврежденные ткани глубоко внутри тела, позволяя избежать хирургического вмешательства или лучевой терапии. Что касается онкозаболеваний, этот метод используют при борьбе с раком простаты. | |
| 2016 | «Партнеры»                                                 |                          | Partners                                                  | Приквел книги «Адвокат вне правил», повествующий о том, как главный герой Себастьян Радд нашёл единственного, кому доверяет. Первое произведение, выпущенное только в цифровом формате. | |
| 2016 | «Теодор Бун: Скандал»                                      |                          | Theodore Boone: The Scandal                               | Шестой роман из серии о 13-летнем подростке Теодоре Буне. На этот раз ему предстоит вовлечься в дело, связанное с фальсификацией результатов школьных экзаменов. | |
| 2016 |                                                            |                          | Witness to a Trial: A Short Story Prequel to The Whistler | | |
| 2016 | «Информатор»                                               | 2017                     | The Whistler                                              | История сотрудников Комиссии по проверке действий судей США Лесли Штольц и Хьюго Хэтча. К ним, как к лучшим в своем деле, по наводке таинственного информатора обращается бывший адвокат Майерс. Он предлагает громкое и резонансное дело — иск по закону RICO («О попавших под влияние рэкетиров и коррумпированных организациях») против «самого коррумпированного судьи в американской истории». Лейси Штольц с напарником ввязываются в эту смертельно опасную игру, еще не зная, что история с судьёй окажется лишь верхушкой айсберга — огромного преступного конгломерата, к которому причастны и власти, и бизнес, и могущественная «береговая мафия», и даже индейцы-семинолы. | |
| 2017 | «Остров Камино»                                            | 2018                     | Camino Island                                             | Мировое культурное сообщество шокировано, Принстон готов на все, чтобы вернуть сокровища, а ФБР быстро берет след и очень скоро арестовывает двух из пяти похитителей. Однако на этом следствие заходит в тупик — арестованные преступники молчат и никто не знает, где находятся рукописи. За расследование берется частное детективное агентство, нанятое страховой компанией, которая будет вынуждена выплатить университету 25 миллионов долларов, если рукописи не найдут. | |
| 2017 | «Афера»                                                    | 2018                     | The Rooster Bar                                           | Студенты частной юридической школы «Фогги-Боттом» Марк, Тодд и Зола мечтали изменить мир к лучшему, а стали жертвами аферы владеющего этой школой фонда. Оказалось, фонд заинтересован лишь в том, чтобы опутать будущих адвокатов сетью огромных долгов по кредитам за обучение. Однако Марк, Тодд и Зола не намерены опускать руки. Они собираются использовать все полученные в школе знания и любые юридические лазейки, чтобы противостоять фонду. | |

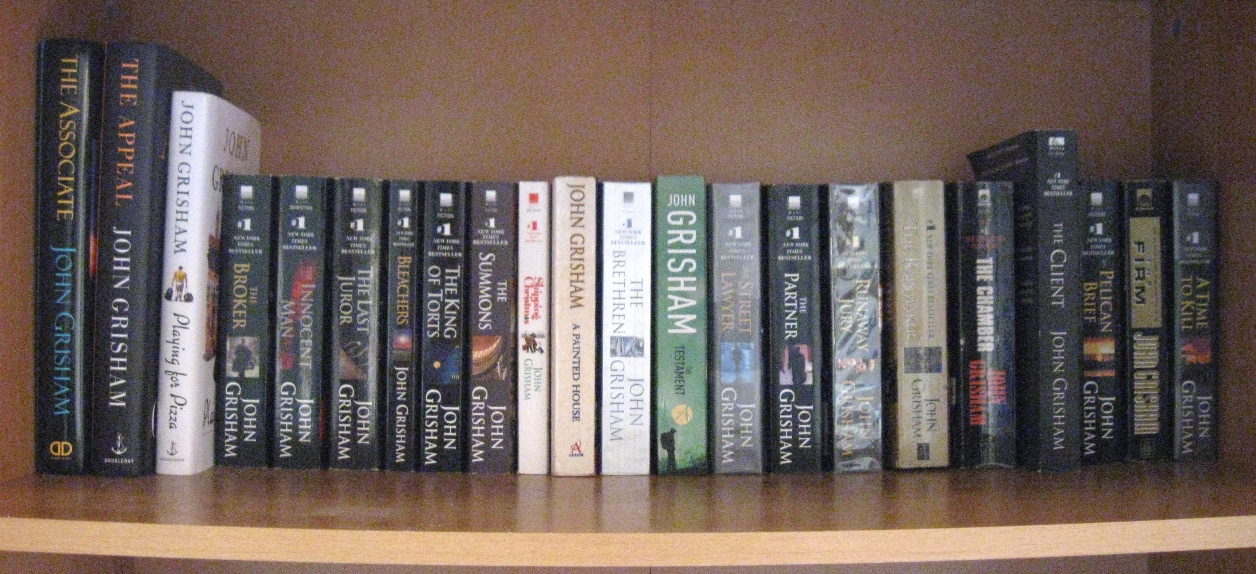
Все книги Джона Гришэма.

| 2018 | «Расплата»                                                 | 2020                     | The Reckoning                                             | Пит Бэннинг был героем городка Клэнтон, идеальным южанином - ветераном войны, верным мужем, любящим отцом двоих детей, верующим христианином, преуспевающим фермером, добрым соседом. Однажды осенним утром Пит Бэннинг встал пораньше, приехал в город… и хладнокровно убил приходского священника Декстера Белла. И единственное, что он говорит на допросах в полиции и своему адвокату: "Мне нечего сказать". Защитник Бэннинга понимает: ветеран действительно готов скорее отправиться на электрический стул, чем объяснить причину, толкнувшую его на преступление. | |
| 2019 |                                                            |                          | Theodore Boone: The Accomplice                            | | |
| 2019 | «Блюстители»                                               | 2021                     | The Guardians                                             | 22 года назад Куинси Миллер был приговорен к пожизненному заключению без права досрочного освобождения. Его обвинили в жестоком убийстве Кита Руссо, адвоката из небольшого города во Флориде. В этом деле не было ни надежных свидетелей, ни внятного мотива, а единственная улика сгорела в пожаре незадолго до суда. Теперь у Куинси появляется шанс выйти на свободу. За дело берется Каллен Пост - адвокат из фонда "Блюститель". За двенадцать лет работы организация реабилитировала восемь человек, отправленных в тюрьму в результате судебной ошибки, и Пост верит, что Миллер станет девятым. Однако за убийством Руссо стоят могущественные и безжалостные люди, которые предпочитают, чтобы в тюрьме умер невиновный человек, а не один из них. 22 года назад они спустили курок — и не задумываясь сделают это снова. | |
| 2020 | «Ветра Камино»                                             | 2022                     | Camino Winds                                              | Брюс Кэйбл, знаменитый антиквар и владелец книжного магазина на острове Камино, вновь оказывается в центре опасного расследования. Отказавшись покидать остров на время разрушительного урагана, Брюс одним из первых узнает о гибели своего друга – автора триллеров Нельсона Керра. Пока полиция вынуждена разбираться с последствиями стихии, Брюс задается вопросом, могут ли подозрительные персонажи романов Нельсона быть скорее реальными, нежели вымышленными. А где-то на компьютере погибшего хранится рукопись его последнего романа. Быть может, ключ к тайне прячется именно здесь. | |
| 2020 | «Время милосердия»                                         | 2022                     | A Time for Mercy                                          | Адвокат Джейк Брайгенс снова в игре - против жестокой судебной системы, неумолимых коллег и предвзятого общества. Будучи вынужден взяться за дело Дрю Гэмбла - робкого шестнадцатилетнего парня, застрелившего помощника шерифа, Джейк должен выбирать между благополучием и безопасностью собственной семьи и помощью людям, оказавшимся на грани отчаяния. | |
| 2021 |                                                            |                          | Sooley†                                                   | | |
| 2022 |                                                            |                          | Sparring Partners: Novellas                               | | |
| 2022 |                                                            |                          | The Boys from Biloxi                                      | | |

## Фильмы
Сценарист
- Рождество с неудачниками /Christmas with the Kranks/ (2004) (роман)
- Вердикт за деньги /Runaway Jury/ (2003) (роман)
- Леший /Gingerbread Man, The/ (1998) (сюжет)
- Благодетель /Rainmaker, The/ (1997) (роман)
- Время убивать /Time To Kill, A/ (1996) (роман)
- Камера /Chamber, The/ (1996) (роман)
- Клиент /Client, The/ (1994) (роман)
- Дело о пеликанах /Pelican Brief, The/ (1993) (роман)
- Фирма /Firm, The/ (1993) (роман)

Продюсер
- Время убивать /Time To Kill, A/ (1996)

## Издание книг Гришэма в России
Первые переводы книг Гришэма появляются на российских прилавках в 1993 году. Романы «Фирма», «Дело о пеликанах» и «Клиент» издаются в Минске и Москве издательствами «Белфакс» и «Новости» (совместно с АСТ) соответственно. Особого читательского успеха книги не снискали, автор затерялся среди многих других, издаваемых в мягких обложках.
В 1999 году «Золотой дождь» выходит в «Эксмо-Пресс».
С 2003 года романы Гришэма регулярно издаются и переиздаются в «АСТ», в котором на 2015 год есть авторская серия «Бестселлеры Джона Гришэма», издаваемая увеличенным форматом в суперобложке.

## Семья
Джон Гришэм женился на Рене Джонс 8 мая 1981 года. У пары есть двое детей: Шиа и Тай. Семья Гришем живёт на два дома — в доме в викторианском стиле на ферме, расположенной недалеко от Оксфорда, штат Миссисипи, и доме, который находится рядом с Шарлоттсвиллем, штат Вирджиния. Кроме того, семья владеет домом в Дестине, штат Флорида.
В 2008 году он с женой купил кондоминиум на Маккоркл в Чапел-Хилл, Северная Каролина.